# 新疆生产建设兵团第六师
新疆生产建设兵团第六师，简称第六师（前称新疆生产建设兵团农业建设第六师，简称农六师），是新疆生产建设兵团的师，为正地厅级单位。六师与新疆维吾尔自治区五家渠市实行“师市合一”，管理团场位于昌吉回族自治州、阿勒泰地区、五家渠市境内。全师土地总面积7,814平方公里，总人口34.71万，师部驻地五家渠市。

## 沿革
第六师成立于1953年。2002年9月，国务院以国函〔2002〕83号文件批复设立五家渠市。2004年1月19日，五家渠市挂牌成立。

## 团场
第六师现辖1个县级市、5个团、8个农场、1个牧场、2个镇（实行“团镇合一”管理体制）。
- 县级市：五家渠市
- 团：一〇一团青湖镇、一〇二团梧桐镇、一〇三团蔡家湖镇、一〇五团（含一一一团）、一〇六团
- 农场：芳草湖农场、新湖农场、军户农场、共青团农场、六运湖农场、土墩子农场、红旗农场（含一〇七团）、奇台农场（含一〇八团、一〇九团、一一〇团）
- 牧场：北塔山牧场